# Unione Sportiva Crotone 1961-1962
Questa pagina raccoglie le informazioni riguardanti l'Unione Sportiva Crotone nelle competizioni ufficiali della stagione 1961-1962.

## Rosa
| N. |                   | Ruolo | Calciatore         |
| -- | ----------------- | ----- | ------------------ |
|    | Italia (bandiera) |       | Bonciani           |
|    | Italia (bandiera) | D     | Fulvio Castaldi    |
|    | Italia (bandiera) | C     | Carlo Cherubini    |
|    | Italia (bandiera) | P     | Gaetano Chirico    |
|    | Italia (bandiera) | D     | Renato De Togni    |
|    | Italia (bandiera) | D     | Vito Fino          |
|    | Italia (bandiera) | C     | Romano Forin       |
|    | Italia (bandiera) | C     | Augusto Geremicca  |
|    | Italia (bandiera) | P     | Luigi Giannattasio |

| N. |                   | Ruolo | Calciatore          |
| -- | ----------------- | ----- | ------------------- |
|    | Italia (bandiera) | D     | Salvatore Giuffrida |
|    | Italia (bandiera) | A     | Armando Marcos      |
|    | Italia (bandiera) |       | Moretti             |
|    | Italia (bandiera) | D     | Dino Paolini        |
|    | Italia (bandiera) | C     | Angelo Pisoni       |
|    | Italia (bandiera) | A     | Domenico Pulvirenti |
|    | Italia (bandiera) | A     | Giuseppe Rampazzo   |
|    | Italia (bandiera) | A     | Gianni Ravelli      |